# Macrolobium suaveolens
Macrolobium suaveolens är en ärtväxtart som beskrevs av George Bentham. Macrolobium suaveolens ingår i släktet Macrolobium och familjen ärtväxter. IUCN kategoriserar arten globalt som livskraftig.

## Underarter
Arten delas in i följande underarter:
- M. s. pakarimense
- M. s. petiolatum
- M. s. rondonianum
- M. s. suaveolens
- M. s. uaupesense